# Jedan Dan
A Jedan Dan (Egy nap) a Dubrovački trubaduri folk-beat együttes második nagylemeze, ami Dubrovnic Troubadours címen jelent meg 1968-ban, Németországban, az EMI Columbia kiadásában. Katalógusszáma: C 052-90 170.

## Az album dalai

### A oldal
1. Jedan Dan
2. Auto Stop
3. Mi Prepuni Smo Ljubavi
4. Luda Mladost
5. Moja Je Djevojka Obična
6. Lindjo
7. Dalmatinski Lero

### B oldal
1. Dundo Pero
2. Oj Djevojko Dušo Moja
3. Djevojka Mlada
4. Trubadurska Serenada
5. Serenada Dubrovniku
6. Ljuven Zov

## Külső hivatkozások
- http://www.discogs.com/Dubrovnic-Troubadours-Jedan-Dan/release/1642716